# Área planificada de Xinyi

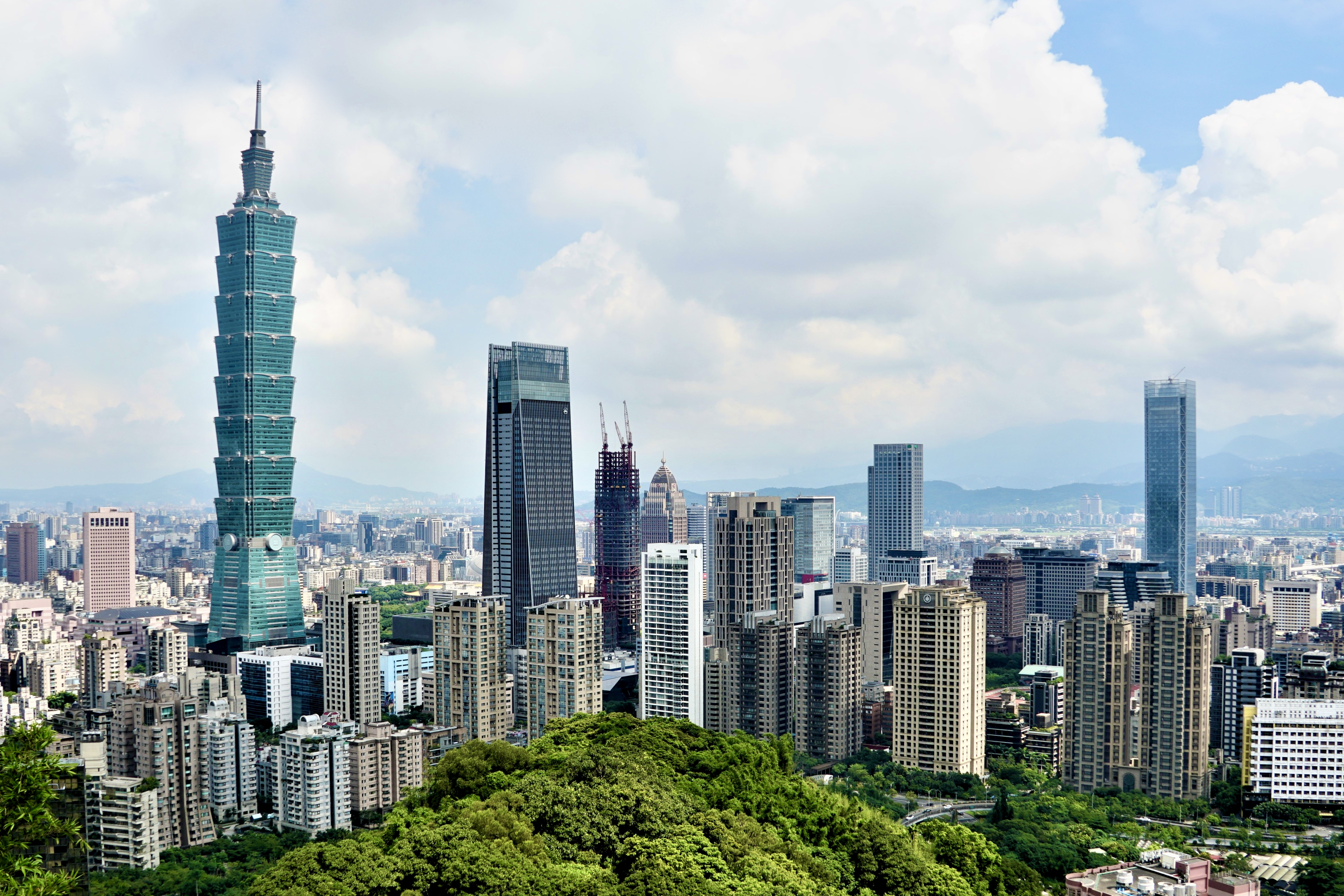
Skyline del Área planificada de Xinyi en 2022.

Área planificada de Xinyi (en chino tradicional, 信義計畫區; en chino simplificado, 信义计划区; pinyin, Xìnyì jìhuà qū) es un distritos financieros en Taipéi, Taiwán. El área total del área es de 1,53 km2. 

## Historia
El área fue diseñada en la década de 1970 y se desarrolló a partir de la década de 1980. El área planificada de Xinyi es el principal distrito comercial central de Taipéi. En esta área se encuentran infraestructuras importantes, como Taipei 101, el Ayuntamiento de Taipei, el Centro Internacional de Convenciones de Taipéi y el World Trade Center de Taipei.
Su desarrollo histórico comenzó en 1976, cuando el gobierno municipal de Taipei aceptó la propuesta de remodelar el área al este de Salón conmemorativo nacional de Sun Yat-sen. El propósito de esta remodelación era establecer un centro comercial secundario lejos del centro antiguo de la ciudad más concurrido (Estación Taipéi, Ximending). La remodelación esperaba aumentar la prosperidad del Distrito Este y la comodidad de la vida en la ciudad para los residentes existentes.

## Edificios famosos
Algunos edificios conocidos del área planificada de Xinyi son:
- Taipei 101
- Centro Internacional de Convenciones de Taipéi
- Taipei Nan Shan Plaza
- Cathay Landmark
- Taipei World Trade Center

## Transporte
El metro de Taipei da servicio al área planificada de Xinyi con las estaciones Taipei 101–World Trade Center y Xiangshan por donde pasa la línea Tamsui-Xinyi y las estaciones Taipei City Hall y Yongchun por donde pasa la línea Bannan.